# Andrij Chimitj
Andrij Ivanovytj Chimitj (ukrainska: Андрій Іванович Хіміч; ryska: Андрей Иванович Химич: Andrej Ivanovitj Chimitj), född 14 december 1937 i Makejevka i Tjernigov oblast i Ukrainska SSR i Sovjetunionen (nu Makijivka i Tjernihiv oblast i Ukraina), var en ukrainsk kanotist, som tillsammans med Stepan Osjtjepkov vann OS-guld på C2 1000 meter vid OS 1964 i Tokyo. Han är Hedrad idrottsmästare i Sovjetunionen.
Chimitj vann tre Europamästerskap och ett EM-brons 1961; i C-1 1000 meter, C-2 1000 meter tillsammans med Stepan Osjtjepkov, och C-2 10 000 meter tillsammans med V. Dribasom samt bronsmedaljör på C-1 10 000 meter.
Han var också silvermedaljör vid VM 1966 på C-2 10 000 meter.
Han var sovjetisk mästare 1961–1966.
Chimitj tävlade för klubben Avangard Tjerkasy. Han utexaminerades som lärare från Tjerkasys Pedagogiska institut.